# لويس هاملتون
السير لويس كارل دافيدسون هاملتون (بالإنجليزية: Lewis Carl Davidson Hamilton) ولد في 7 يناير عام 1985 في ستيفنيدج بإنجلترا هو بطل سباق سيارات فورمولا 1. ويخوض السباقات حالياً لصالح فريق مرسيدس جي بي حتى نهاية العام 2024 ثم سيرحل إلى فريق فيراري بعقد متعدد السنوات. كان البطل الأصغر في تاريخ سباق الفورمولا 1 قبل تحقيق السائق الألماني سيباستيان فيتل لقب موسم 2010. كما يعتبر أول شخص أسمر يشارك في هذا السباق. ليتوج بأول بطولة في تاريخه القصير الذي لم يتجاوز العامين وقت تحقيق البطولة. وحقق لويس هاميلتون بطولة العالم للفورمولا 1 ، 7 مرات أعوام 2008 و 2014 و 2015 و 2017 و 2018 و 2019 و 2020 .
كما أن لويس هاميلتون يُعَد صاحب الرقم القياسي كأكثر من حقق مركز الانطلاق وكان أول المنطلقين في سباق جائزة بول ريكارد في فرنسا وهي المرة 86 له كأول المنطلقين كما أن لويس هاميلتون قد حطم الرقم القياسي المسجل باسم مايكل شوماخر بعدد 91 واصبح الأكثر فوزا في تاريخ الفورمولا 1

## نشأته
ولد لويس كارل ديفيدسون هاميلتون في السابع من يناير كانون الثاني 1985 بإنجلترا. من أب أسمر وأم شقراء وانفصل والده عن والدته عندما كان يبلغ عامين من العمر، هاجر جده لأبيه لبريطانيا من جزيرة غرينادا الواقعة في البحر الكاريبي في الخمسينات وعمل في نظام مترو أنفاق لندن. وعمل والده انطوني في شركة السكك الحديدية البريطانية.

## مسيرته الرياضية
بدأت مسيرة هاميلتون في عالم سباقات السيارات في سن الثامنة وفاز بأول بطولة كارتينغ في بريطانيا عندما كان في سن العاشرة. وسجّل هاميلتون اسمه ضمن برنامج السائقين الشبان في مكلارين في عقد تنشئة في عام 1998. في عام 2003 بات هاميلتون بطلا لبطولة رينو لسباقات السيارات في بريطانيا بعد فوزه بعشرة سباقات. كما فاز هاميلتون بلقب السلسلة الأوروبية (الفئة الثالثة) في عام 2005 بعد أن حقق 15 انتصارا وبعد تسجيل أسرع زمن عشر مرات وانطلق من موقع أول المنطلقين في 13 سباقا. كما فاز أيضا بسباق جائزة موناكو الكبرى لسباقات (الفئة الثالثة). فاز هاميلتون ببطولة جي. بي. 2 في عام 2006 في أول موسم في سلسلة البطولات المغذية لسباقات الفورمولا 1. وحقق هاميلتون الفوز بخمسة سباقات وسجل أسرع زمن ست مرات بما في ذلك الفوز في موناكو والفوز مرتين في سيلفرستون.
حقق أول فوز بسباق للفورمولا 1 في كندا في يونيو عام 2008 وأصبح أول سائق أسود يفوز بسباق للجائزة الكبرى. يعد هاميلتون السائق الوحيد في عالم سباقات الفورمولا 1 الذي ينهي تاسع سباق له على منصة التتويج. في عام 2007 فاز هاميلتون بأربعة سباقات مع انطلاقه ست مرات من موقع أول المنطلقين وكاد يفوز باللقب لولا الحظ العاثر ووقوف زميله الإسباني فرناندو ألونسو في وجه إنجازه بإعاقته أكثر من مرة أشهرها حادثة وقفة الصيانة في المجر.
ورغم أن عمر لويس هاميلتون في سباقات الفورميلا وان لا يتعدى العامين حيث أن بدايته الفعليه كانت في موسم 2006 إلّا أنه كسب الأضواء من جميع المنافسين وكان قاب قوسين أو أدنى من لقب بطولة العالم في عام 2007 في أول مواسمه لولا سوء الحظ الذي رافقه في الجولة الأخيرة من سباق سان باولو حيث حل في المركز السابع بعد أن كان يحتاج فقط لأن يتواجد في أحد المراكز الثلاثة المتقدمة ليذهب اللقب إلى سائق فيراري الفنلندي كيمي رايكونين وفي 2008 كاد التعثر أن يعود من جديد وعبر حلبة البرازيل لكن هذه المرة الحظ وقف مع هاميلتون في آخر لفة السباق بعد أن تعثر سائق تويوتا تيمو غلوك ليحقق هامليتون المركز الخامس ويتفوق على البرازيلي فيليبي ماسا بفارق نقطة واحدة.
في 22 فبراير 2024 أعلن فريق فيراري الإيطالي أن لويس هاميلتون، بطل سباق فورمولا 1 سبع مرات، سينتقل إليه مطلع العام 2025 بعقد متعدد السنوات قادماً من فريق مرسيدس بعدما قام بتفعيل الشرط الجزائي.في 26 فبراير 2025، سيحصل لويس هاميلتون على انطباعه الأول عن أداء فريقه الجديد فيراري، عندما تبدأ اختبارات ما قبل الموسم في البحرين يوم الأربعاء.

## وصلات خارجية
- لويس هاملتون على موقع IMDb (الإنجليزية)
- لويس هاملتون على موقع الموسوعة البريطانية (الإنجليزية)
- لويس هاملتون على موقع ميوزك برينز (الإنجليزية)
- لويس هاملتون على موقع إن إن دي بي (الإنجليزية)
- لويس هاملتون على موقع قاعدة بيانات الفيلم (الإنجليزية)